# Baltazaria nigribasalis
Baltazaria nigribasalis là một loài tò vò trong họ Ichneumonidae.